# Anderson Gils
Anderson Gils de Sampaio (ur. 15 lutego 1977 w Rio de Janeiro) – brazylijski piłkarz występujący na pozycji pomocnika.

## Kariera piłkarska
W latach 1997–1998 był zawodnikiem Yokohama Flügels. W J.League zadebiutował 21 marca 1998 roku w wygranym 2:1 spotkaniu z Yokohama F. Marinos. Ogółem wystąpił w 14 spotkaniach najwyższej japońskiej klasy rozgrywkowej. Następnie przeszedł do CR Flamengo, gdzie był piłkarzem rezerw. W 2001 roku grał w Botafogo FR. Rozegrał wówczas 24 mecze w Campeonato Brasileiro Série A, debiutując w tej lidze 1 sierpnia w zremisowanym 2:2 meczu z São Paulo FC. W 2002 roku wrócił do CR Flamengo. Wystąpił wówczas w 13 meczach Campeonato Brasileiro Série A.

## Statystyki ligowe
| Sezon | Klub             | Liga                          | Mecze | Gole |
| ----- | ---------------- | ----------------------------- | ----- | ---- |
| 1998  | Yokohama Flügels | J.League                      | 14    | 3    |
| 2001  | Botafogo FR      | Campeonato Brasileiro Série A | 24    | 1    |
| 2002  | Botafogo FR      | Campeonato Brasileiro Série A | 13    | 0    |